# Campiglossa despecta
Campiglossa despecta este o specie de muște din genul Campiglossa, familia Tephritidae. A fost descrisă pentru prima dată de Wulp în anul 1900. Conform Catalogue of Life specia Campiglossa despecta nu are subspecii cunoscute.